# Byssosphaeria
Byssosphaeria is een geslacht van schimmels behorend tot de familie Melanommataceae. De typesoort is Byssosphaeria keithii. Later is deze hernoemd naar Byssosphaeria schiedermayriana.

## Soorten
Volgens Index Fungorum telt het geslacht 17 soorten (peildatum oktober 2023):
| Soortnaam                      | Auteur(s)                                        | Publicatiejaar |
| ------------------------------ | ------------------------------------------------ | -------------- |
| Byssosphaeria alnea            | (Peck) M.E. Barr                                 | 1984           |
| Byssosphaeria erumpens         | Chi Y. Chen & W.H. Hsieh                         | 2004           |
| Byssosphaeria erythrinae       | (B. Huguenin) M.E. Barr                          | 1984           |
| Byssosphaeria hainanensis      | (Teng) W.Y. Li & W.Y. Zhuang                     | 2008           |
| Byssosphaeria jamaicana        | (Sivan.) M.E. Barr                               | 1984           |
| Byssosphaeria juniperi         | (Tracy & Earle) You Z. Wang, Aptroot & K.D. Hyde | 2004           |
| Byssosphaeria macarangae       | Tennakoon, C.H. Kuo & K.D. Hyde                  | 2018           |
| Byssosphaeria musae            | Phook. & K.D. Hyde                               | 2015           |
| Byssosphaeria oviformis        | M.E. Barr                                        | 1984           |
| Byssosphaeria phoenicis        | Kular. & K.D. Hyde                               | 2022           |
| Byssosphaeria rhodomphala      | (Berk.) Cooke                                    | 1887           |
| Byssosphaeria salebrosa        | (Sacc.) M.E. Barr                                | 1984           |
| Byssosphaeria schiedermayriana | (Fuckel) M.E. Barr                               | 1984           |
| Byssosphaeria semen            | (Cooke & Peck) M.E. Barr                         | 1984           |
| Byssosphaeria siamensis        | Boonmee, Q. Tian & K.D. Hyde                     | 2015           |
| Byssosphaeria taiwanense       | Tennakoon, C.H. Kuo & K.D. Hyde                  | 2018           |
| Byssosphaeria xestothele       | (Berk. & M.A. Curtis) M.E. Barr                  | 1984           |